# キリンカップサッカー2006
キリンカップサッカー2006は、第27回目のキリンカップサッカーである。2006年（平成18年）5月9日から5月13日にかけて開催され、日本、ブルガリア、スコットランドが参加した。

## 結果
| 2006年5月9日 19:24 |

| 日本          | 1 - 2    | ブルガリア                     |
| 巻誠一郎 76分 | レポート | S.トドロフ 1分 · ヤネフ 90+1分 |

| 大阪長居スタジアム（大阪） 観客数: 44,851人 主審: カルロス・メヒア・ダビラ |

| 2006年5月11日 |

| ブルガリア      | 1 - 5    | スコットランド                                            |
| Y.トドロフ 26分 | レポート | ボイド 13分, 43分 · マクファデン 69分 · バーク 77分, 88分 |

| 神戸ウイングスタジアム（神戸） 観客数: 5,780人 主審: 上川徹 |

| 2006年5月13日 19:23 |

| 日本 | 0 - 0    | スコットランド |
|      | レポート |                |

| 埼玉スタジアム2002（さいたま） 観客数: 58,648人 主審: イトゥラルデ・ゴンサレス |

## 順位
| 順 | チーム         | 試 | 勝 | 分 | 敗 | 得 | 失 | 差 | 点 |
| -- | -------------- | -- | -- | -- | -- | -- | -- | -- | -- |
| 1  | スコットランド | 2  | 1  | 1  | 0  | 5  | 1  | +4 | 4  |
| 2  | ブルガリア     | 2  | 1  | 0  | 1  | 3  | 6  | −3 | 3  |
| 3  | 日本           | 2  | 0  | 1  | 1  | 1  | 2  | −1 | 1  |

## 優勝チーム
| キリンカップサッカー2006優勝 |
| ---------------------------- |
| · スコットランド · 初優勝    |